# Зарук, Мубарак
Мубарак Зарук (англ. Mubarak Zarouk; 4 апреля 1916, Токар, Англо-Египетский Судан — 26 апреля 1965, Хартум, Судан) — суданский государственный деятель, министр иностранных дел Судана (1956).

## Биография
В 1935 г. окончил Гордоновский мемориальный колледж[уточнить]. Участвовал в раннем националистически настроенном движении.
В 1940 г. стал членом исполнительного комитета студенческого союза и членом Конгресса выпускников. Работая в системе суданских железных дорог (1934—1939), поступил в юридическую школу и с 1943 г. получил возможность для адвокатской деятельности.
Включившись в общественно-политическую жизнь, он был избран членом исполнительного комитета националистической «Партии Ашигга» (Ashigga party) и стал доверенным лицом Исмаила аль-Азхари. В 1950 г. был избран в муниципальный совет Омдурмана и стал секретарем Объединенного фронта освобождения Судана.
С момента основания (1952) был членом Юнионистско-демократической партии, от которой в 1953 г. был избран в парламент.
В 1954 г. — министр коммуникаций, в 1956 г. — министр иностранных дел Судана. После прихода к власти хунты во главе с генералом Ибрахимом Аббудом ушел в политическую оппозицию.
Был участником Октябрьской революции в Судане (1964). В 1964—1965 гг. — министр финансов Судана.